# Hold On Be Strong (musikalbum)
Hold On Be Strong är ett studioalbum av den norska sångaren Maria Mittet. Det gavs ut den 28 april 2008 och innehåller 12 låtar. Albumet innehåller bland annat låten "Hold On Be Strong" som Mittet representerade Norge med i Eurovision Song Contest 2008.

## Låtlista
| Nr  | Titel                | Längd |
| --- | -------------------- | ----- |
| 1.  | Hold On Be Strong    | 3:06  |
| 2.  | Love Come Walkin In  | 3:51  |
| 3.  | Lazy Like Me         | 3:39  |
| 4.  | Mine All Mine        | 3:19  |
| 5.  | More More More       | 3:13  |
| 6.  | Leaving You For Good | 3:27  |
| 7.  | The Hurting Kind     | 4:06  |
| 8.  | Find Your Way Soon   | 3:13  |
| 9.  | Never Let Go         | 4:18  |
| 10. | Walk a Thin Line     | 3:07  |
| 11. | Even Angels Fall     | 4:24  |
| 12. | Hold On Be Strong    | 3:42  |

Spår 12 är en remix.

## Listplaceringar
| Lista   | Topplacering |
| ------- | ------------ |
| Norge   | 3            |
| Sverige | 53           |